# 石川県道123号東金沢停車場線
石川県道123号東金沢停車場線（いしかわけんどう123ごう ひがしかなざわていしゃじょうせん）は石川県金沢市三池町のIRいしかわ鉄道線東金沢駅前と、同市小坂町の国道359号とを結ぶ一般県道（石川県道）である。

## 概要
- 起点：石川県金沢市三池町208番3地先（＝IRいしかわ鉄道線東金沢駅前）
- 終点：石川県金沢市小坂町中36番1地先（＝小坂町交差点・国道359号交点）

IRいしかわ鉄道東金沢駅と国道359号とを結ぶ。

## 現況
車道は全区間、中央分離帯が設けられ、両側4車線分（片側2車線分）のスペースが確保されているものの、後述の自転車レーンの整備によって、IRいしかわ鉄道東金沢駅 - 東金沢駅口交差点は両側2車線（片側1車線）に縮小している。また、東金沢駅口交差点 - 小坂町交差点は両側4車線（片側2車線）の幅員は確保されているものの、中央分離帯の幅は縮小されている。規格改良率は100％である。実延長が0.628km（＝628m）と短く、またほぼ直線状に整備されているものの、終点手前の金腐川に架けられている小金橋（橋長17m）が視界を遮っているため、起終点双方から全区間を見通すことができない。
全区間、通年通行可能であり、車道のほぼ全区間に当たる627mには地下水を水源とする消雪パイプが設置されている。また、起点そばの東金沢駅東広場から東金沢駅口交差点にかけての歩道には、無散水式の融雪装置が130m施されている。
沿道には県道番号標識は設置されていないものの、終点である小坂町交差点の上に架けられている小坂横断歩道橋や交差点手前の歩道には、案内標識の1つである「都道府県番号」（118の2-B）や当県道方向の矢印に当県道番号が付された「方面及び方向」（108の2-A）がそれぞれ取り付けられている。更に区間内には「石川県」と標示されたデリニエーターが複数立てられ、当県道番号のラベルが貼付されている。
当県道の周辺には多くの文教施設が立ち並んでおり、特に東金沢駅を利用する金沢星稜大学や星稜中学校・高等学校、石川県立金沢桜丘高等学校の学生・生徒の歩行や自転車での往来が多い。また一般車や路線バスなどの車両の通行も多いことから、歩行者・自転車・車両それぞれの通行に危険が生じていた。2008年（平成20年）以降、これを改善すべく、国から自転車通行環境整備のモデル地区に指定され、当県道区間内の車道の路肩部に自転車レーンを新設した。なお、自転車の記号が入った規制標識「専用通行帯」（327の4）が自転車レーンに設置されているが、これが見られるのは、石川県内では当県道のみである。

## 歴史
- 1960年（昭和35年）10月15日：路線認定。
- 2002年（平成14年）：JR東金沢駅移転のため、起点移動。
- 2008年（平成20年）1月17日：国土交通省と警察庁が合同で、今後の自転車通行環境整備の模範となるモデル地区を全国で98箇所指定[2]。そのうちの1つに石川県金沢市小坂地区を指定[3]。
- 2008年（平成20年）11月：行政側、周辺住民の代表、学識者、学校関係者などからなる「県道東金沢停車場線 自転車通行環境を考える会」を設立。
- 2010年（平成22年）4月9日：上記の指定を受けて整備した自転車レーンが完成、供用される[4]。

## 周辺施設
- IRいしかわ鉄道線東金沢駅
- 金沢市営東金沢テニスコート
- マックスバリュ東金沢駅前店
- ヤングドライ 金沢本社、同社金沢工場
- クスリのアオキ 小坂店
- 和おんの湯
- 北陸コカ・コーラボトリング 金沢支店
- 金沢市立城北児童会館
  - 金沢市立城北児童センター
  - 金沢市立玉川図書館城北分館
- JA金沢市 小坂支店
- 城北児童公園
- 石川県立武道館
- 金沢公共職業安定所（ハローワーク金沢）
- 金沢信用金庫 東金沢支店
- 金腐川
- 金沢市立小坂小学校
- 浅ノ川総合病院
- 金沢市立北鳴中学校

## 接続道路
- 国道359号（金沢市小坂町・小坂町交差点：終点）